# Улица Соколова (Сочи)
У́лица Соколо́ва — улица в центральной части Сочи — в Центральном микрорайоне Центрального района города Сочи, Краснодарский край, Россия.

## Расположение
Расположена на первой террасе высокого берега Чёрного моря, между улицами Приморская и Кубанская. Отличается высокой стоимостью земли и недвижимости.

## История

Мемориальная доска С. Ю. Соколова на стене гостиницы «Приморская»

Гостиница «Приморская» (ул. Соколова, д. 1)

Улица старого интеллигентского района Сочи сформировалась во 2-й пол. XIX века, ранее называлась Михайловской по имени Великого князя Михаила Николаевича Романова (1832—1909), посетившего Черноморский округ в мае 1871. В Советское время переименована в Музейную, а потом названа в честь выдающегося врача-бактериолога, избавившего курорт Сочи от малярии, С. Ю. Соколова (1875—1964).

## Улица пересекает

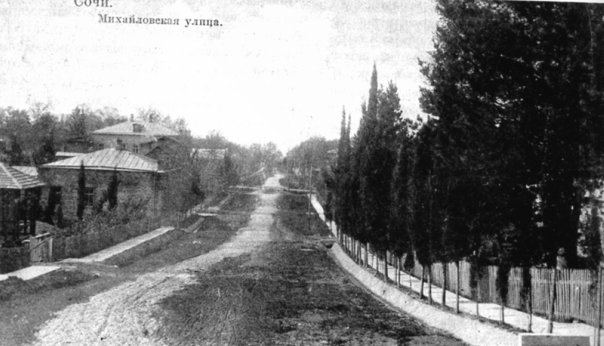
Михайловская улица в Сочи. 1910-е годы

- Улица Орджоникидзе
- Курортный проспект
- Нагорная улица

## Достопримечательности
- № 1 — Гостиница Приморская (Сочи)